# Ugia duplicata
Ugia duplicata là một loài bướm đêm trong họ Erebidae.